# Амо-Амеяу, Сэмьюэл
Сэмьюэл Амо-Амеяу (англ. Samuel Amo-Ameyaw; родился 18 июля 2006 года, Англия) — английский футболист, вингер французского клуба «Страсбур».

## Клубная карьера
Воспитанник клуба «Тоттенхэм Хотспур», 17 августа 2022 года Амо-Амеяу перешёл в академию «Саутгемптона». 28 мая 2023 года дебютировал за основную команду нового клуба, выйдя на замену в матче Премьер-лиги против «Ливерпуля».
3 февраля 2025 года ушёл в аренду с обязательством выкупа во французский «Страсбур».

## Карьера в сборной
Выступал за сборные Англии до 16 и до 17 лет.